# Деллвуд (округ Адамс, Вісконсин)
Деллвуд (англ. Dellwood) — переписна місцевість (CDP) в США, в окрузі Адамс штату Вісконсин. Населення — 579 осіб (2020).

## Географія
Деллвуд розташований за координатами 43°56′42″ пн. ш. 89°55′41″ зх. д. / 43.94500° пн. ш. 89.92806° зх. д. (43.945106, -89.928003).  За даними Бюро перепису населення США в 2010 році переписна місцевість мала площу 13,89 км², з яких 13,56 км² — суходіл та 0,33 км² — водойми.

## Демографія
Згідно з переписом 2010 року, у переписній місцевості мешкали 563 особи в 283 домогосподарствах у складі 149 родин. Густота населення становила 41 особа/км².  Було 950 помешкань (68/км²).
Расовий склад населення:
| - 98,6 % — білих - 0,4 % — корінних американців - 0,2 % — чорних або афроамериканців - 0,2 % — азіатів |

До двох чи більше рас належало 0,5 %. Частка іспаномовних становила 0,2 % від усіх жителів.
За віковим діапазоном населення розподілялося таким чином: 13,5 % — особи молодші 18 років, 51,9 % — особи у віці 18—64 років, 34,6 % — особи у віці 65 років та старші. Медіана віку мешканця становила 56,5 року. На 100 осіб жіночої статі у переписній місцевості припадало 104,0 чоловіків;  на 100 жінок у віці від 18 років та старших — 100,4 чоловіків також старших 18 років.
Середній дохід на одне домашнє господарство  становив 44 463 долари США (медіана — 35 114), а середній дохід на одну сім'ю — 61 504 долари (медіана — 46 250). За межею бідності перебувало 25,8 % осіб, у тому числі 60,8 % дітей у віці до 18 років та 11,2 % осіб у віці 65 років та старших.
Цивільне працевлаштоване населення становило 189 осіб. Основні галузі зайнятості: транспорт — 19,0 %, роздрібна торгівля — 16,4 %, виробництво — 16,4 %.